# 鈴鹿の空は微笑む
「鈴鹿の空は微笑む」（すずかのそらはほほえむ）は、三重県鈴鹿市が制定した市民歌である。作詞は「鈴鹿市郷土史より」、補作詞は門井八郎、作曲・編曲は長津義司。

## 解説
1962年（昭和37年）の市制20周年を記念し、鈴鹿商工会議所主催・毎日新聞中部本社後援で開催された「市民盆おどりコンクール」のテーマ曲として作成された市民音頭「鈴鹿おどり」と合わせて三重県レコード商組合がテイチクに製造を委託し、シングル盤（規格品番：37-55A/B）が作成された。レコードの創唱者は田代京子と坂康夫で、A面収録の「鈴鹿おどり」は三波春夫が歌唱しており後に三波のシングル「湯の山小唄」でもB面曲として再録されている。
公的行事での初演奏は同年12月1日に開催された市制20周年記念式典で、同日に鈴鹿市役所が発行した『20年のあゆみ』巻頭に歌詞と楽譜が掲載されている。
1970年代から1990年代にかけては演奏の機会が減少していたが、市制60周年に当たる2002年（平成14年）のクリスマスコンサートでオープニング曲として歌唱されてから市民の間で再評価の機運が高まっており、貸し出し用のCD作成やYouTubeの公式チャンネルでの音源公開が行われるようになった。